# Pavao Miljavac
General zbora Pavao Miljavac (Maletići, općina Netretić, 3. travnja 1953. – Zagreb, 6. prosinca 2022.), bio je hrvatski general i političar.

## Životopis
Nosio je čin general bojnika. 12. ožujka 1996. predsjednik Tuđman promaknuo ga je u čin general pukovnika.
Dana 11. studenog 1996. predsjednik Republike i vrhovni zapovjednik oružanih snaga Franjo Tuđman imenovao ga je načelnikom Glavnog stožera OS RH. Tu je dužnost obnašao do 1998. godine. Od 14. listopada 1998. do 27. siječnja 2000. obnašao je dužnost ministra obrane u Vladi premijera Zlatka Mateše (nakon ostavke Andrije Hebranga). 
Nakon parlamentarnih izbora 2000. godine ulazi u Hrvatski sabor najprije kao zastupnik HDZ-a, da bi zajedno s Vesnom Škare Ožbolt i Matom Granićem napustio HDZ-a i prešao u novoosnovani Hrvatski demokratski centar (kasnije preimenovan u Demokratski Centar). Na kraju se vratio u HDZ, te se s dvadesetak umirovljenih generala angažirao na braniteljskim pitanjima. 